# Arrakis
Arrakis je fiktivní pouštní planeta z románové série Duna Franka Herberta. Pro své prostředí bývá planeta často označována jako Duna. V pozdějších letech je známa pod zkráceným názvem Rakis.

## Přírodní podmínky
Arrakis je třetí planeta soustavy Canopus. Je nejsušší ze všech obyvatelných planet Impéria, povrchová voda se zde prakticky nevyskytuje. Většinu povrchu planety tvoří písečné pouště, v menší míře se zde vyskytují skalní útesy, na obou pólech se nacházejí polární čepičky, z nichž někteří obyvatelé těží vodu.
Ve středních šířkách planety jsou časté písečné bouře, které v důsledku relativně hladkého povrchu planety nabývají ohromné síly, větrem hnaný písek může dosahovat až rychlosti 800 km/h.

## Fauna a flóra
Na planetě se vyskytují některé rostliny a živočichové, typické pro pozemské pouště (pouštní tráva, kaktusy, pouštní liška, myš klokanovitá, pouštní jestřáb).

### Píseční červi
Největším organismem je gigantický pouštní červ, fremeny nazývaný šaj-hulúd, stařešina pouště. Červi běžně dosahují délky několika set metrů a jsou přísně teritoriální - každý červ má své vymezené území, které si brání a útočí jak na jiné organismy, tak i na ostatní červy. V těle písečných červů se odehrávají složité chemické reakce - červ žere prakticky všechno, co na svém území nalezne, včetně kovů, proto útočí na pojízdné továrny sklízející melanž. Požírá i pouštní písek. Červi jsou významným producentem kyslíku arrakiské atmosféry.
Červi jsou nesmírně vitální. Každá část jejich článkovaného těla je schopna regenerace, takže velkého červa je velmi obtížné usmrtit, pokud se ovšem dva červi nezabijí mezi sebou. Po smrti se značná část jeho těla rozpadne na písečné pstruhy, kteří se zavrtají zpět do písku. Tělo písečného červa je vystavěno na křemičité bázi, voda je pro ně smrtelný jed. Mladého červa je proto možné utopit, přičemž vyvrhne tekutinu, která je prudce jedovatá, avšak Ctihodná matka ji dokáže ve svém těle transformovat na opojnou drogu, fremeny nazývanou Voda života. Dlouhé tenké křemičité zuby písečných červů jsou fremeny vybrušovány na rituální dýky, zvané krispely.
Písečný pstruh je kožovitý tvor, raná forma písečného červa. Píseční pstruzi dokážou ve svém těle uzavřít vodu a jsou tak hlavní příčinou dehydratace Arrakisu. V sérii je několikrát vyslovena domněnka, že píseční pstruzi pocházejí z jiné, neznámé planety a Arrakis dříve bývala životu příznivá planeta zemského typu.
Stejným způsobem se pokusil svržený imperiální rod Corrinů přetvořit pomocí písečných červů planetu Salusa Secundus, ovšem neúspěšně. Teprve o 5000 let později se to podařilo na Kapitule, planetě Bene Gesseritu.

### Melanž
Melanž je nejcennější produkt Arrakis a prakticky jediný důvod, proč tato planeta stojí v centru zájmu Impéria. Melanž je houbovitá látka, nacházející se v hluboké poušti, "koření", které prodlužuje lidský život, zvyšuje fyzickou kondici a poskytuje svému uživateli mimořádné psychické schopnosti. Proto je užívána předními šlechtickými rody, Sesterstvem Bene Gesserit i navigátory Kosmické gildy k bezpečnému putování vesmírem, a je tak jednou z nejvýznamnějších látek ve vesmíru. Aniž by si to většina lidí uvědomovala, člověk, který dokáže ovládnout Arrakis se zároveň stává vládcem celého Impéria.
Teprve v období Rozptylu po rozkladu Starého impéria se Tleilaxanům podaří vyrobit syntetickou melanž, Arrakis tak ztratí monopol na melanž a s tím i část svého významu.

## Obyvatelstvo
Obyvatelé Arrakis se dosti striktně rozdělují na lid z měst a lid z pouště. Obyvatelé měst jsou víceméně loajální Impériu. Teprve za krutovlády Harkonnenů, zejména Glossu Rabbana se i mezi obyvateli měst začaly šířit nepokoje. Významnou složkou arrakiské společnosti jsou pašeráci, kteří v poušti těží melanž na vlastní pěst a dodávají ji na černý trh.
Naproti tomu lidé z pouště, kteří se nazývají fremeni, nenávidí všechny přistěhovalce, protože se domnívají, že Arrakis okrádají o melanž - bohatství, které má patřit pouštnímu lidu. Jde o velmi uzavřenou společnost, plně přizpůsobenou životu v poušti, do níž se jen málokomu podaří proniknout. Harkonnenové se pokoušeli všechny fremeny vyhladit, aniž by přitom postřehli, že jich v poušti žije mnohonásobně víc, než se domnívali. Místo vyhubení tak jenom umocnili jejich zášť vůči tyranskému rodu.

## Historie
Planeta se poprvé objevuje už v trilogii Historie Duny - Služebnický Džihád což je svatá válka proti všem robotům a myslícím strojům. Služebnický proto, že je pojmenován podle Sereny Služebnice, vizionářky a dcery místokrále Maniona Služebníka, mimochodem taky snoubenky Xaviera Harkonnena, toho času vrchního velitele vzdušných sil Salusy Secundus a na rozdíl od jeho potomků, veskrze kladné postavy. V té době je obývána jen hrstkou obyvatel, která zde zůstala z dávných časů, kdy byla planeta imperiální botanickou stanicí. Tito obyvatelé žijí na okraji pouště, protože život v hluboké poušti považují za nemožný. Nicméně jeden chlapec, Selim, který je neprávem vyhnán ze své komunity, dokáže v poušti přežít a ovládne základní pouštní dovednosti, především jízdu na červu. Později se k němu připojí další vyhnanci a následně i skupina uprchlých otroků z planety Poritrinu. Poušť začnou považovat za svůj domov a protože se cítí svobodní, nepodléhající žádnému vládci, pojmenují sami sebe fremeni. (free - svobodný a man - člověk)
V té době se ovšem o planetu začnou zajímat obchodníci z Impéria, kteří spustí ve velkém výkup melanže - nejprve jako exotické drogy, později jako účinného léku proti nemocem a konečně i jako zdroje předzvěstných schopností pro navigátory vznikající Kosmické gildy. Pouštní lidé se postupně rozštěpí do dvou skupin - jedni vidí obchodníky s melanží jako své nepřátele, kteří drancují bohatství pouště, jiní naopak považují příliv peněz na Arrakis jako možnost k zpříjemnění a usnadnění života. Postupně si tyto dvě skupiny zcela rozejdou a vytvoří "lid z měst" a "lid z pouště".
Po deset tisíc let imperiální vlády Corrinů je Arrakis využívána jako zdroj melanže, aniž by se někdo hlouběji zajímal o fremeny nebo planetární ekologii. Situace se změní teprve když je Arrakis svěřena jako pololéno rodu Harkonnenů, kteří se chovají k místnímu obyvatelstvu nesmírně krutě a zajímají se pouze o maximální zisk. Na Arrakis tehdy přijde imperiální planetolog Pardot Kynes, který zjistí, že Arrakis by se mohla stát mnohem příjemnější životu, pokud by fremeni provedli její ekologickou transformaci. Podaří se mu stát členem fremenského síče a přesvědčit pouštní lid o svých plánech. Po jeho smrti naváže na Kynesovo učení jeho syn Liet, který je už pravý fremen.
Mezitím se imperátor Shaddam IV. rozhodne použít Arrakis jako past na vévodu Leta Atreida, který se stal v impériu velmi populární. Proto mu Arrakis svěří jako léno, načež je úskokem poražen nepřátelským rodem Harkonnenů s tajnou pomocí imperiálních vojsk. Letův syn Paul však uprchne do pouště, podaří se mu získat na svou stranu fremenskou komunitu a s jejich pomocí získat Arrakis do své moci a s ní i imperiální trůn.
Za Paulovy vlády a tři tisíciletí trvající vlády jeho zmutovaného syna Leta II. je téměř dokončena ekologická transformace, z Arrakis se stane planeta podobná Zemi. Teprve po Letově smrti se sem navrátí píseční pstruzi, kteří postupně Arrakis opět přetvoří v poušť. O další dva tisíce let později je povrch planety spálen tajemnými Ctěnými matre, které se pokoušejí ovládnout Impérium a z Arrakis se tak stane pustina, zdánlivě zcela bez života.
Po několika desítkách let, v závěru celé série, se však ukáže, že píseční červi dokázali přežít v hlubokém písku pouště, a když nebezpečí pominulo, vrátili se zpět na povrch a znovu přetvořili Arrakis na pouštní svět.

## Zajímavosti
- Jednotlivé díly série Duna byly do češtiny přeloženy různými překladateli. Z toho důvodu se název planety objevuje v mužském rodu (vzor hrad) i ženském rodu (nesklonná).
- Jméno planety Arrakis je odvozeno z arabského ar-raqis = tanečník; soustava Canopus, kde by se měla Arrakis nacházet, leží v souhvězdí Plachet.
- V epizodě animovaného seriálu Futurama To menší zlo (Lesser of Two Evils) se mezi různými ženami, které se účastní volby Miss Universe, objevuje Miss Arrakis.